# Rheinbrücke Hard–Fußach
Die Rheinbrücke Hard–Fußach ist eine Straßenbrücke über den Neuen Rhein zwischen Hard und Fußach in Vorarlberg in Österreich. Die zweispurige Brücke führt die 11 km lange Schweizer Straße (L 202) zwischen Bregenz (A) und St. Margrethen (CH) über den Fluss, die eine wichtige Verbindung zwischen den deutschen und österreichischen Autobahnen A 96 / A 14 auf der östlichen Seite des Alpenrheins und den Schweizer Autobahnen A1 / A13 auf seiner westlichen Seite ist. Auch die Europastraße 43 und die Europastraße 60 führen über die Brücke.
Die Rheinbrücke Hard–Fußach ist die letzte Brücke über den Alpenrhein (Hauptarm: Neuer Rhein = Fussacher Durchstich) vor seiner Mündung in den Bodensee.

## Geschichte

Der Neue Rhein nach dem Fußacher Durchstich mit der ersten Rheinbrücke Hard–Fußach (1899). Blick von Nord. (1954)

Am Alpenrhein gab es seit jeher starke Hochwasser mit ausgedehnten Überschwemmungen. Zwischen 1894 und 1900 wurde deshalb im Rahmen der Rheinregulierung mit dem Fußacher Durchstich ein neues Bett für den Fluss geschaffen und die Schweizer Straße angelegt.
Die dazu zwischen 1898 und 1899 gebaute Rheinbrücke Hard–Fußach war eine 255 m lange stählerne Fachwerkbrücke mit einem Schwedlerträger über der 90 m weiten Hauptöffnung und je drei kleineren, rund 27 m langen Halbparabelträgern über dem westlichen und östlichen Vorland. Eine Besonderheit war die von Joseph Melan konstruierte Fahrbahntafel aus einer Serie von Gewölben.
1971 wurde sie ersetzt durch eine ebenfalls 255 m lange stählerne Vollwandträgerbrücke. Sie hat zwar eine etwas größere Stützweite, aber einer der Pfeiler steht im Mittelgerinne.
Brückenprüfungen in den Jahren 2005 und 2011 ergaben einen baulich schlechten Zustand dieser Brücke. Sie entspricht weder den weiterentwickelten Anforderungen an den Hochwasserschutz noch den verkehrstechnischen Anforderungen des gestiegenen Verkehrs. Sie wird täglich von 15.000 Fahrzeugen benutzt. Auf dem Bodensee-Radweg fahren bis zu 4300 Radfahrer pro Tag über die Brücke. Untersuchungen ergaben, dass eine Sanierung und Anpassung der Brücke an diese Anforderungen unwirtschaftlich wäre. Die Vorarlberger Landesregierung beschloss daher 2010, die Planung eines Neubaus vorzubereiten.

## Neubau

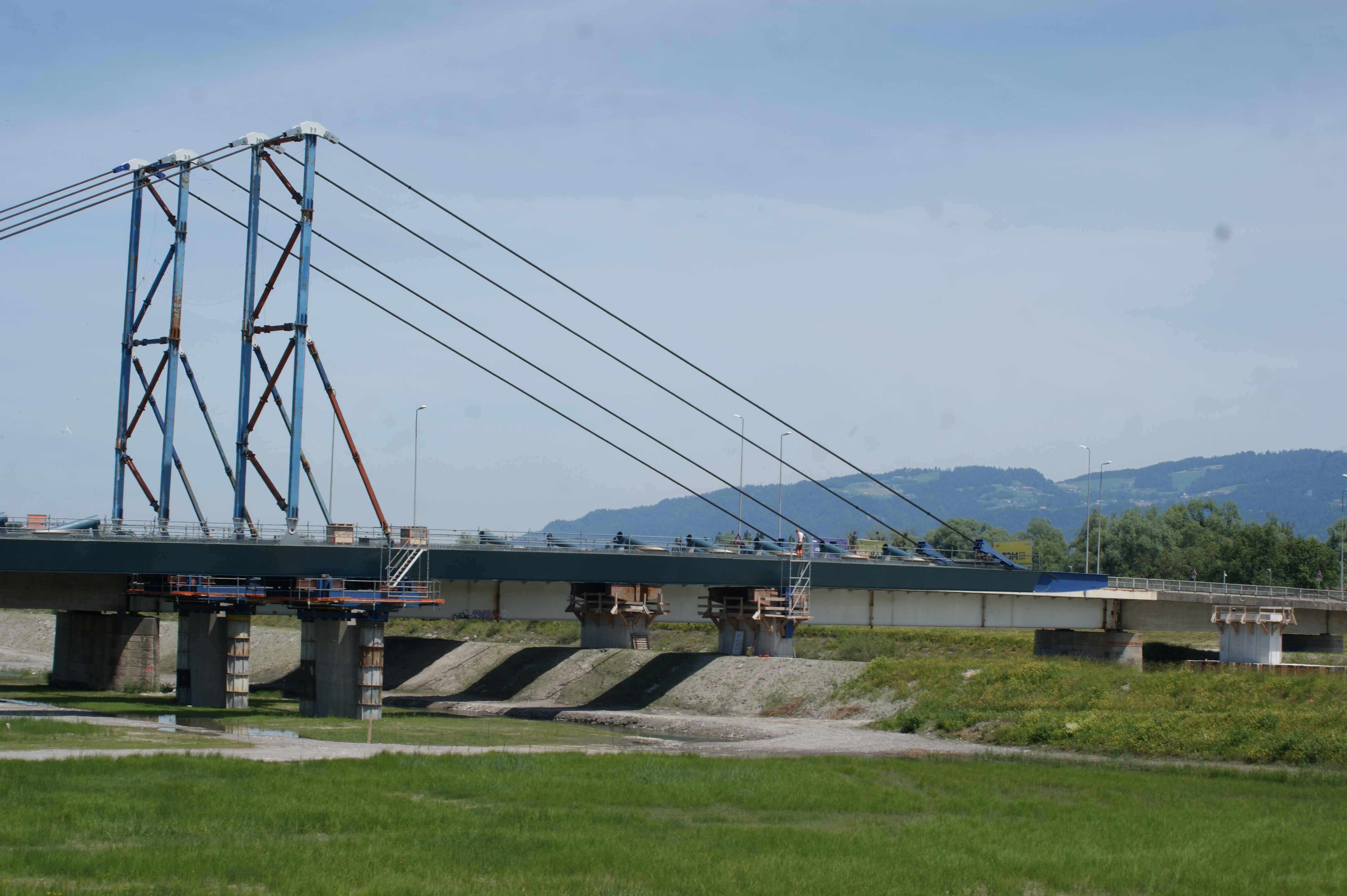
Der Neubau wurde parallel zur bestehenden Brücke stückweise über den Rhein vorgeschoben

Als Ergebnis des nachfolgenden zweistufigen Verhandlungsverfahren wurde das Planungsteam Leonhardt, Andrä und Partner, Stuttgart / Schimetta, Linz / Dissing+Weitling, Kopenhagen mit der weiteren Ausarbeitung ihres Entwurfs beauftragt.
Im September 2020 fand der Erste Spatenstich für den Bau der neuen Brücke statt. Seither verlaufen die Bauarbeiten plangemäß. Die Fertigstellung der Brücke ist für Sommer 2022 geplant. Danach wird die alte Brücke abgetragen. Diese Arbeiten werden 2023 beendet sein. Dabei werden rund 480 Tonnen Abbruchmaterial anfallen, in die Hauptbestandteile Stahl und Beton zerlegt und fast vollständig wiederverwertet.
Der Neubau wird eine 255 m lange und 24,37 m breite Extradosed-Brücke mit zwei Fahrstreifen, einer eigenen Busspur und 3 bzw. 5 m breiten Geh- und Radwegen sein. Sie wird 2,5 m höher liegen als die jetzige Brücke. Ihr durchlaufender Fahrbahnträger wird eine Verbundkonstruktion aus Stahlträgern und einer Betonplatte sein. Sie wird Pfeilerachsabstände von 50 + 125 + 50 + 30 m haben, sodass kein Pfeiler mehr im Mittelgerinne stehen wird.
Im November 2022 konnte die Brücke zum ersten Mal vom Individual- und Busverkehr befahren werden.